# Linga

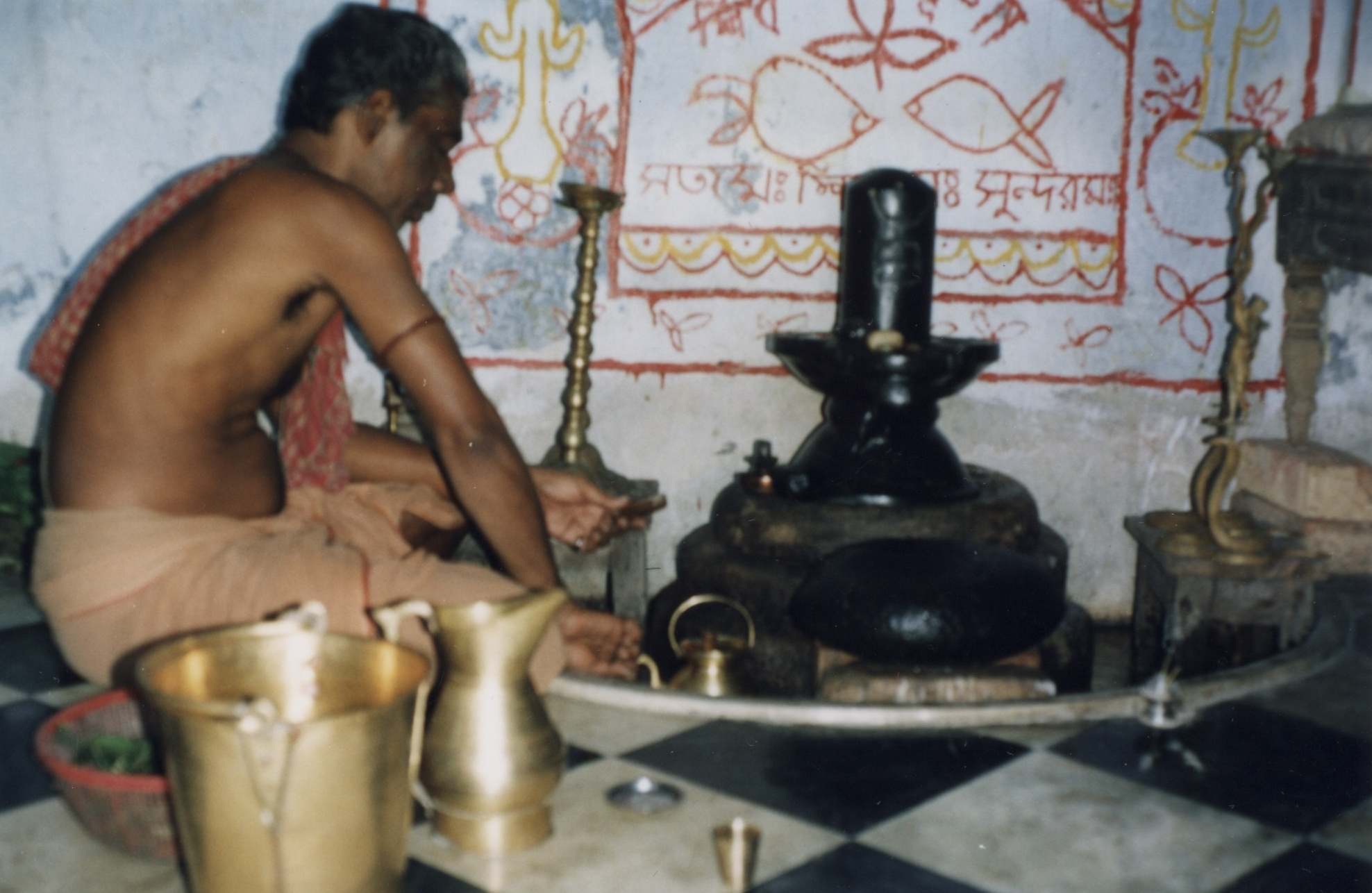
Un devoto di Śiva esegue la Pūjā al Linga

Presso la religione induista, il Liṅga (sanscrito, sostantivo neutro, devanāgarī लिङ्गं; letteralmente "marchio" o "segno"; reso anche come Lingam) consiste in un oggetto dalla forma ovale, simbolo fallico, considerato una forma di rappresentazione di Śiva.
L'utilizzo di questo simbolo come oggetto di adorazione è una tradizione senza tempo in India.
In termini metafisici, rappresenta la forma dell'Assoluto trascendente senza principio né fine, oppure la forma del relativo formale che si fonde con l'Assoluto senza forma, o Brahman.

## Storia
Gli studiosi fanno risalire l'origine del Linga all'antica civiltà della valle dell'Indo. Secondo i Purāṇa la sua più grande virtù è la sua semplicità, che si pone a metà tra la venerazione delle murti e la loro assenza – né forma né senza forma, come una colonna di fiamme.
Il grande guerriero Arjuna dell'epica Mahābhārata venerava il Lingam per ottenere Gandiva, il potente arco di Śiva; un grande studioso dei Veda, il re Rāvaṇa dell'epica Rāmāyaṇa, venerava Śiva e gli chiese l'Atmalinga per farne dono alla madre; il leggendario Markandeya e innumerevoli altri rishi sparsi in tutte le regioni hanno venerato il Lingam dall'aspetto più semplice. I rishi erano soliti abbandonare ogni materialismo per ottenere la spiritualità, e un pugno di terra nella foresta era tutto ciò di cui necessitavano per meditare e venerare la divinità; secondo il Lingayatismo o Veerashaivismo meditare sull'Ishtalinga (una particolare forma di Lingam), tenendolo sul palmo, aiuta a rapportarsi all'energia cosmica.

## Etimologia

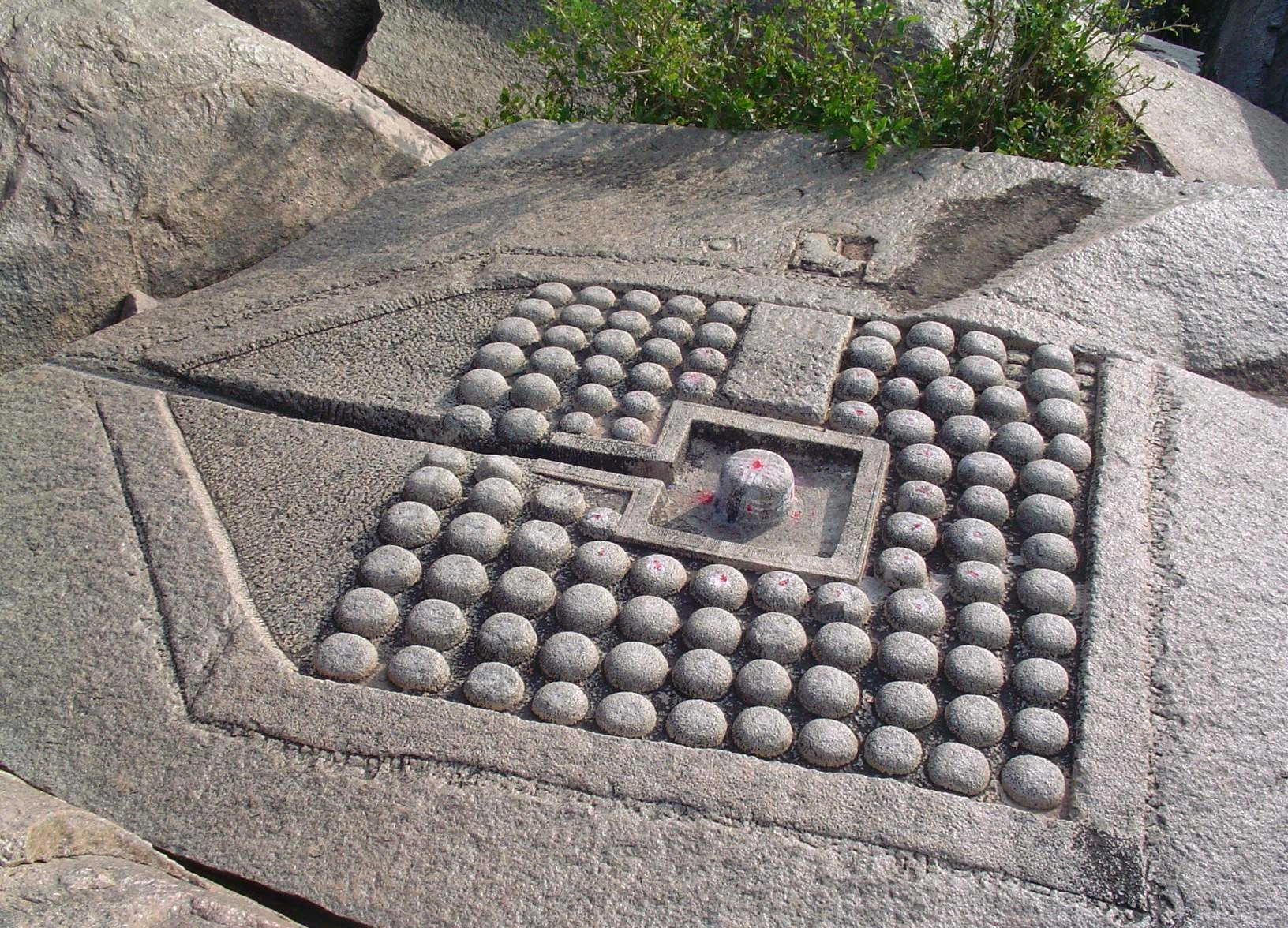
108 Lingam scavati nella roccia

La prima occorrenza della parola è nei Brāhmaṇa, parte degli Śruti; la sua etimologia è incerta, forse legata al sanscrito langala, che indica un aratro, a sua volta derivata da una parola munda, probabilmente legata al proto-dravidico nan-kol, con lo stesso significato di aratro. Altre parentele suggerite includono il proto-germanico *leik.
Il termine ha molti significati: il dizionario sanscrito-inglese Monier-Williams traduce con "a mark, spot, sign, token, badge, emblem, characteristic" ("un marchio, posto, segno, simbolo, distintivo, emblema, caratteristica"), oltre che come "organo maschile, fallo", in quanto segno della sessualità. Il concetto di "segno" o "simbolo" è il significato più vicino, e può essere espresso come un simbolo divino per venerazione e meditazione.
Swami Sivananda disse che in sanscrito “il linga significa un marchio”. È un simbolo che indica un'inferenza. Quando si vede un fiume in piena, se ne deduce che ci siano state pesanti piogge il giorno precedente. Quando si vede del fumo, se ne deduce che ci sia del fuoco. Questo vasto mondo di innumerevoli forme è un Linga dell'onnipotente Signore. Lo Śiva-Linga è un simbolo del Signore Śiva. Quando si guarda il Linga, la mente è subito elevata e si comincia a pensare al Signore.
Nel suo libro Hindu Dharma, Bansi Pandit scrisse che la parola linga deriva in realtà dall'unione delle due parole sanscrite laya (dissoluzione) e agaman (ricreazione); perciò, lo Śiva-Linga simboleggia quell'entità in cui la creazione si fonde al tempo della dissoluzione e da cui l'universo riappare all'inizio del nuovo ciclo della creazione".
Shivling è anche un monte di 6543m nello stato indiano di Uttarakhand, che sorge come una piramide scoscesa alla bocca del ghiacciaio di Gangotri; la montagna somiglia a uno Śiva-Linga quando la si guarda da certe angolazioni, specialmente viaggiando da Gangotri a Gomukh, percorso che fa parte di un tradizionale pellegrinaggio induista.
Secondo il filosofo Jozef Schmidt, la parola lingam è correlata alla parola inglese antico slinkan e queste parole correlate in altre lingue che esprimono il restringimento e con quel reciproco gonfiore come troviamo nelle lumache ed esprimiamo così l'abilità dei genitali umani. Anche nelle lingue slave troviamo questa antica relazione della parola lingam con espressioni per lumache, ad esempio nell'alto sorabo šlink o slovacco slimák. Quindi, nel culto indiano del lingam è questa caratteristica essenziale della miracolosità dei genitali umani. Il lingam originale ha quindi questo significato, ma la raffigurazione indiana di lingam con yoni è, ovviamente, solo la rappresentazione del clitoride, mentre yoni conserva non chiuso, imperfetto, il che è molto insolito rispetto agli altri religiosi più conosciuti simboli.

## Interpretazioni

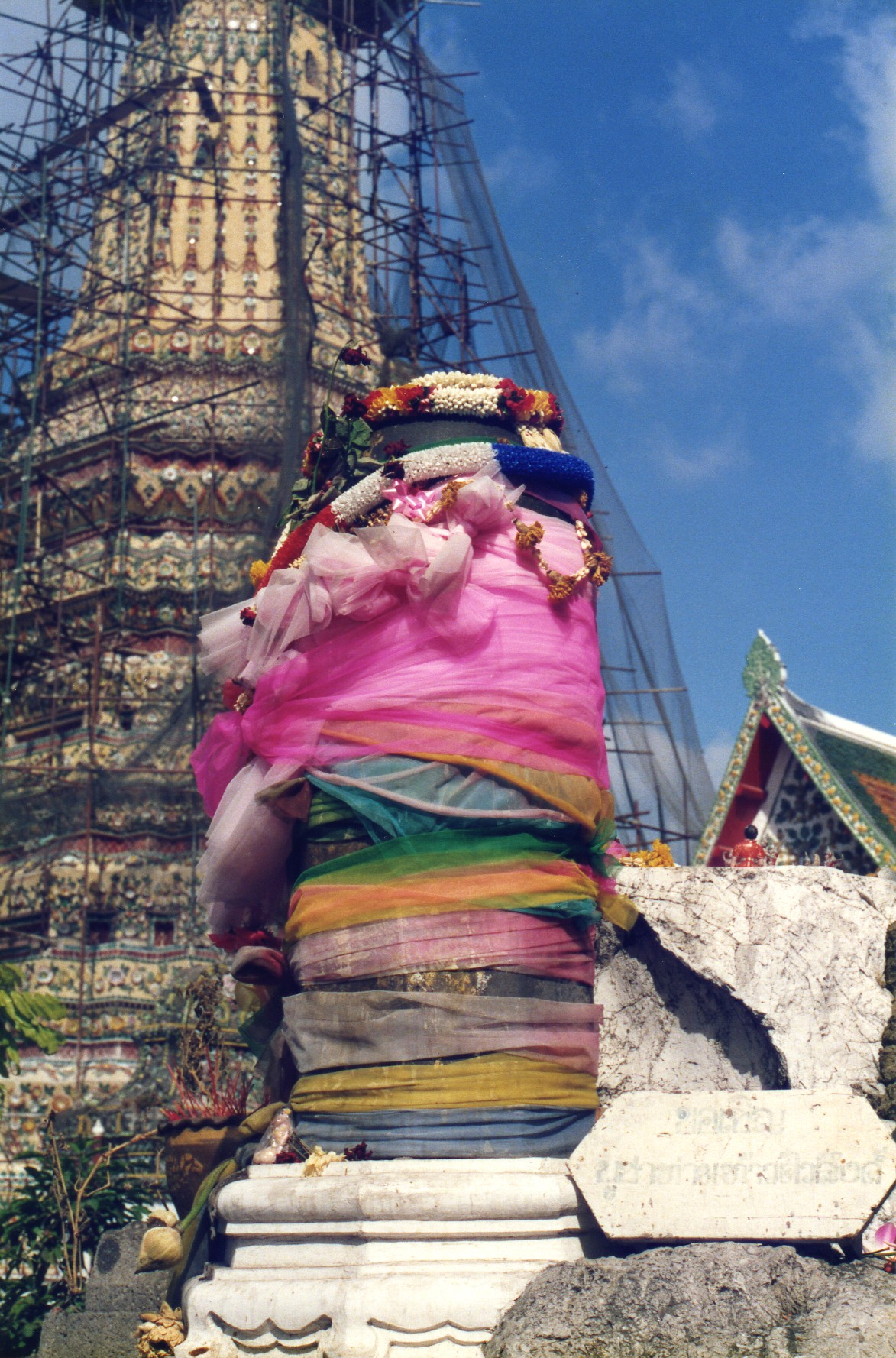
, Wat Phra Jetuphon, Bangkok, Thailandia

Sono state proposte varie interpretazioni sull'origine e sul simbolismo dello Śiva Liṅgaṃ. Mentre Tantra e Purāṇa lo descrivono come un simbolo fallico rappresentante l'aspetto rigenerativo dell'universo materiale, Āgama e Shastra non sembrano condividere questa interpretazione, e i Veda non ne fanno menzione.
Citiamo l'interpretazione di Bansi Pandit:
(Bansi Pandit, Hindu Dharma)

### Lingam comesimbolo astratto di Dio

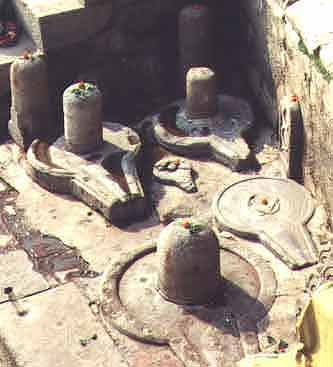
Lingam, simbolo di, all'interno di yoni, simbolo di

Alcuni interpreti delle Itihāsa sostengono che il Lingam sia solo un simbolo astratto, e fanno notare che i Lingam di molti templi importanti non hanno la forma sopra descritta. Inoltre ci sono esempi nella tradizione induista in cui una roccia o un cumulo di sabbia siano stati usati da personaggi epici come Lingam o simbolo di Śiva. Ad esempio, Arjuna fece un Lingam di argilla per venerare Śiva. L'implicazione è che la forma consueta del Lingam non deve essere considerata importante. Questo punto di vista è coerente con le filosofie secondo le quali Dio può essere concettualizzato e venerato nella forma più opportuna; la forma in sé stessa è irrilevante, quel che conta è il potere divino che rappresenta.
(Satguru Sivaya Subramuniyaswami, Dancing with Siva)
Secondo Swami Sivananda il Linga rappresenta il Nirguna Brahman, senza forma e senza attributi, o l'Ente Supremo senza forma, Shri Śiva, che è l'essenza indivisibile, pervasiva, eterna, fausta, sempre pura, immortale del vasto universo, l'anima immortale seduta nella camera del cuore, e il Sé interiore o Ātman che è identico al Supremo Brahman. Egli sostiene inoltre che anche se gli Āgama non traggono la propria autorità dai Veda, essi non siano mutuamente antagonistici. Alcuni studiosi ritengono che tutto ciò che contraddice i Veda o sia incoerente con il suo spirito non sia autorevole. Secondo questa prospettiva, le concettualizzazioni puraniche e tantriche sono secondarie a Veda e Agama che sono vedici in spirito. Da questo punto di vista, la concettualizzazione del Lingam come simbolo fallico non ha molta rilevanza, poiché Veda e Agama non sostengono questa interpretazione.

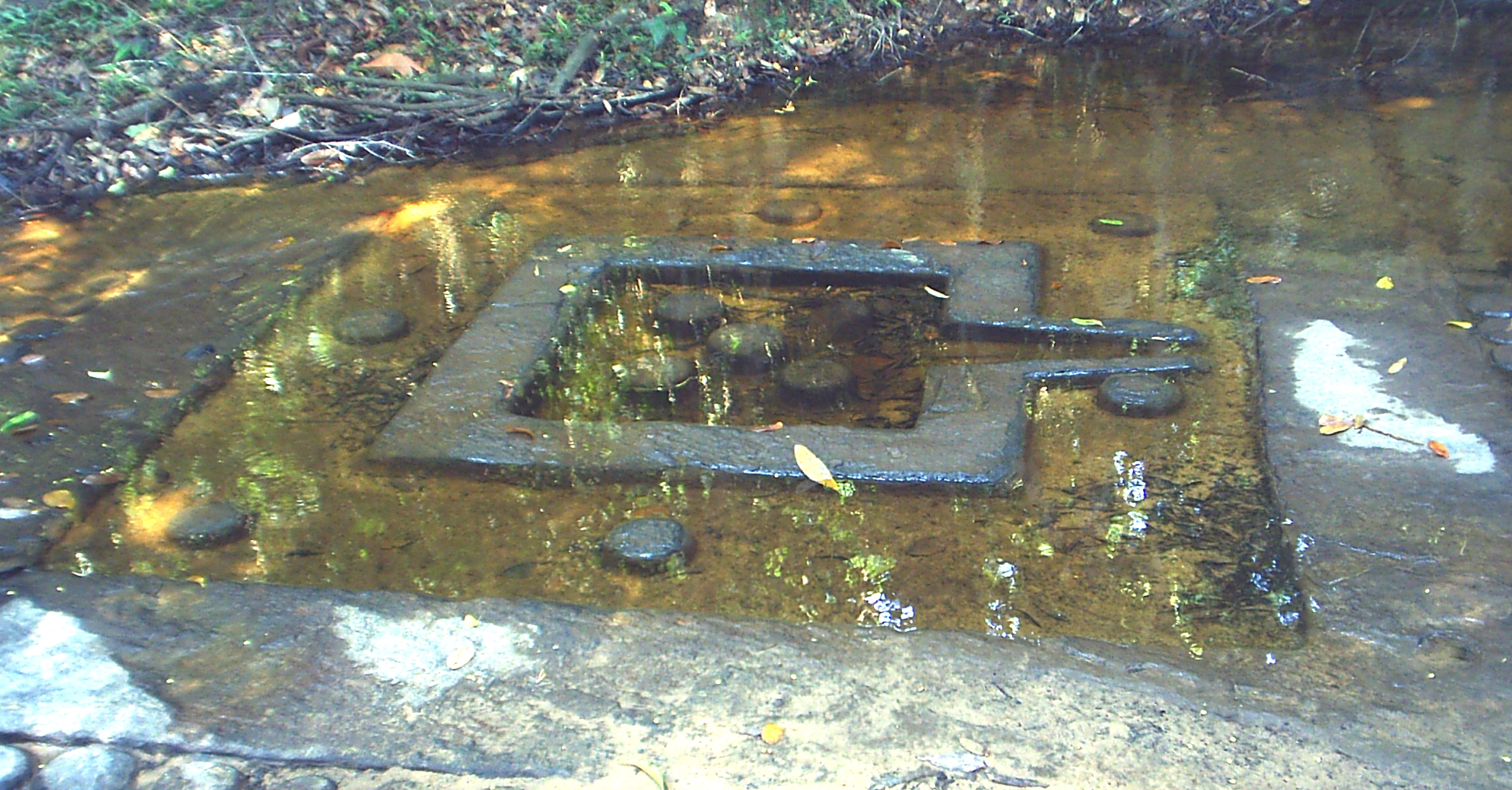
Cinque Lingam dentro uno yoni, scolpiti nel letto di un fiume a Kbal Spean, Angkor, Cambogia

## Curiosità
- Sono stati ritrovati dei Lingam anche nei siti archeologici della civiltà della valle dell'Indo, ad Harappa e a Mohenjo-daro.
- Ad Amarnath, nell'Himalaya occidentale, ogni inverno l'acqua che cola sul pavimento di una grotta ghiaccia come una stalagmite dall'aspetto di un Lingam, ed è oggetto di pellegrinaggio.